# Dům čp. 355 (Štramberk)
Dům čp. 355 stojí na ulici Dolní ve Štramberku v okrese Nový Jičín. Roubený dům byl postaven na konci 18. století. Byl zapsán do Ústředního seznamu kulturních památek ČR před rokem 1988 a je součástí městské památkové rezervace.

## Historie
Podle urbáře z roku 1558 bylo na náměstí postaveno původně 22 domů s dřevěným podloubím, kterým bylo přiznáno šenkovní právo, a sedm usedlých na předměstí. Uprostřed náměstí stál pivovar. V roce 1614 je uváděno 28 hospodářů, fara, kostel, škola a za hradbami 19 domů. Za panování jezuitů bylo v roce 1656 uváděno 53 domů. První zděný dům čp. 10 byl postaven na náměstí v roce 1799. V roce 1855 postihl Štramberk požár, při němž shořelo na 40 domů a dvě stodoly. V třicátých letech 19. století stálo nedaleko náměstí ještě dvanáct dřevěných domů.
Původní roubený dům čp. 355 byl postaven na konci 18. století. V osmdesátých letech 20. století byla roubená stavba zbořena a na jejím místě postavená nová zděná budova. Objekt pře součástí původní předměstské zástavby ve Štramberku.

## Stavební podoba
Dům je přízemní zděná stavba na obdélném půdorysu, je orientovaná štítovou stranou do ulice. Je postavena na původní vysoké kamenné podezdívce, která vyrovnává prudkou svahovou nerovnost. V podezdívce je klenutý sklepní prostor, který sloužil pro ustájení dobytka, přístupný z okapové strany. Štítové průčelí je dvouosé. Štíty jsou trojúhelníkové svisle bedněné s jedním oknem. Střecha je sedlová.